# Union Grove (Alabama)
Union Grove város az USA Alabama államában, Marshall megyében. Lakosainak száma 67 fő (2020. április 1.).

## Népesség
A település népességének változása:

| 2010 | 77 |
| 2020 | 67 |